# Édouard Lambert
Édouard Lambert est un juriste français né le 22 mai 1866 à Mayenne et mort le 25 octobre 1947 à Vaugneray.
Il a passé l'essentiel de sa carrière universitaire à l'université de Lyon.

## Biographie

### Origine
Il est le fils de Ferdinand Lambert, entrepreneur de travaux publics,  parrain en politique de Paul Lintier père, un radical-socialiste, maire de Mayenne de 1898 à 1910.

### Le droit
Ancien élève du Lycée de Laval, docteur en droit et major de l’agrégation des facultés de droit, il était spécialisé en Histoire du droit. Il commence sa carrière universitaire en 1896.

### L'Egypte
Il est envoyé en Égypte en 1906 et 1907, où il défend le droit musulman par opposition à la Common law. Le professeur Édouard Lambert dirige l’École khédiviale de droit du Caire d’octobre 1906 à juin 1907,. Il revient en France avec une cinquantaine d’étudiants égyptiens pour lesquels il crée le Séminaire oriental juridique. Il participe également très activement à la conception et à la rédaction du Code civil égyptien, toujours en vigueur, de 1948 auprès du grand juriste égyptien Abd el-Razzâq el-Sanhourî.

### Le droit comparé
Il est professeur à la faculté de droit de Lyon. Il héberge dans son appartement de la rue Sully à Lyon, son neveu Paul Lintier.  René Lambert, son fils, étudiant en Droit lui aussi, est mobilisé en 1916 au 134e régiment d'infanterie, et disparait en 1918 comme Paul Lintier.
Il crée, en 1921, le premier Institut de droit comparé en France. Son relatif oubli dans l’Histoire est dû au conflit entre les auteurs parisiens et les auteurs lyonnais, les premiers ayant dénigré les seconds. L'Institut de Droit Comparé (IDCEL) de la faculté de droit de Lyon 3 porte son nom.

### Le droit américain
Édouard Lambert exerce une influence sur le droit américain en se penchant sur le contrôle judiciaire de la constitutionnalité consacrant, à la suite du juge américain Walter Clark, le concept de gouvernement des juges, utilisé par la suite pour dénoncer l'usurpation supposée de la volonté du peuple par le pouvoir judiciaire. 
Selon l'auteur René David, Édouard Lambert a également exercé une influence sur les modes d’enseignement aux États-Unis.

### Le droit soviétique
Par ailleurs, dès 1925, Édouard Lambert développe son intérêt pour le droit soviétique. Il organise la traduction de différents codes soviétiques, ce qui ne lui vaut pas la reconnaissance par ses pairs. Dès 1933, il accueille les juristes qui fuient l’Allemagne nazie, dont le juge René Mankiewicz (de).

### Études
Édouard Lambert a la même conception du droit comparé que celle de Raymond Saleilles, quoique moins universaliste et à visée plus pratique. Son objectif est de découvrir ce qui est commun aux peuples ayant le même degré de civilisation juridique en analysant la production normative de ceux qui à son sens, font le droit vivant, c'est-à-dire les juges, et non le législateur, créateur d'une norme qu'il estime figée et insuffisante aux besoins du droit, tout comme François Gény avec qui il aura toutefois des désaccords importants. 
À cet égard, il publie en 1903 un ouvrage intitulé Étude de droit commun législatif, la fonction du droit civil comparé, ouvrage de 925 pages qui était à la base la moitié de l’introduction de son travail. Le but de l’Institut qu’il a formé dans les années 1920 est de former les futurs agents du commerce extérieur français, ainsi que les juristes étrangers, dans la perspective de leur transmettre des principes à valeur internationale et des méthodes de travail afin qu’ils les appliquent dans leur propre pays.
Il prend sa retraite en 1936. Professeur honoraire, il reprend l'enseignement en 1939 au sein de la Faculté de droit de Lyon pour assurer des cours rendus vacants par suite de la mobilisation de son fils pour la seconde guerre mondiale.
Il est chevalier en 1927, puis officier de la Légion d'honneur en 1937.

## Source
- Fulchiron (sous la direction de), La Faculté de droit de Lyon, 130 ans d'histoire, Lyon, Editions lyonnaises d'Art et d'Histoire, 2006.